# Волгоградский военный гарнизон
Волгоградский вое́нный гарнизон (ВВГ) — военно-административная единица Южного военного округа (ВС России) на юго-западе страны, предназначенный для обороны Волгоградской и Астраханской областей, Краснодарского края и Калмыкии. Штаб-квартира находится в Волгограде.

## История
Волгоградский военный гарнизон (ВВГ) образован 1 ноября 2010 г. в ходе военной реформы 2008—2010 годов, путём объединения Волгоградского и Астраханско-Калмыцкого военных гарнизонов.
Войска и силы ВВГ дислоцируются в административных границах трёх субъектов Федерации (Республики Калмыкия, Астраханской и Волгоградской областей).

## КомандованиеВолгоградского военного гарнизона (ОСК «Юг»)
- Генерал-лейтенант Александр Лапин — командующий войсками Волгоградского военного гарнизона.
- Полковник Алексей Кирильченко — начальник штаба — первый заместитель командующего войсками Волгоградского военного гарнизона.